# اری کیتامورا
اری کیتامورا (انگلیسی: Eri Kitamura; ۱۶ اوت ۱۹۸۷ – ) خواننده، صداپیشه، مانگاکا، بازیگر خردسال، و بازیگر اهل ژاپن بوده است.